# Kumagai Naozane
Pour les articles homonymes, voir Kumagai.
Kumagai Naozane est un nom japonais traditionnel ; le nom de famille (ou le nom d'école), Kumagai, précède donc le prénom (ou le nom d'artiste).
Kumagai Naozane (熊谷直実, 1141-1208) était un samouraï de la fin de l'ère Heian qui doit sa célébrité à un incident de la guerre de Gempei relaté dans un passage célèbre du Heike monogatari, qui fit ensuite le sujet de pièces de théâtre nô (notamment la pièce intitulée Atsumori) et de kabuki (comme Kumagai).
Le 18 mars 1184, Naozane Kumagai participe aux côtés de Minamoto no Yoritomo à la bataille d'Ichi-no-Tani. Au terme d'un combat singulier demeuré l'un des plus célèbres de la guerre de Gempei, il tue le jeune Taira no Atsumori, alors âgé de seize ans, c’est-à-dire l'âge du fils que Naozane venait de perdre.
À la suite de cet événement, il devient disciple de Hōnen, puis se fait moine bouddhiste en 1192, sous le nom de Renshō.

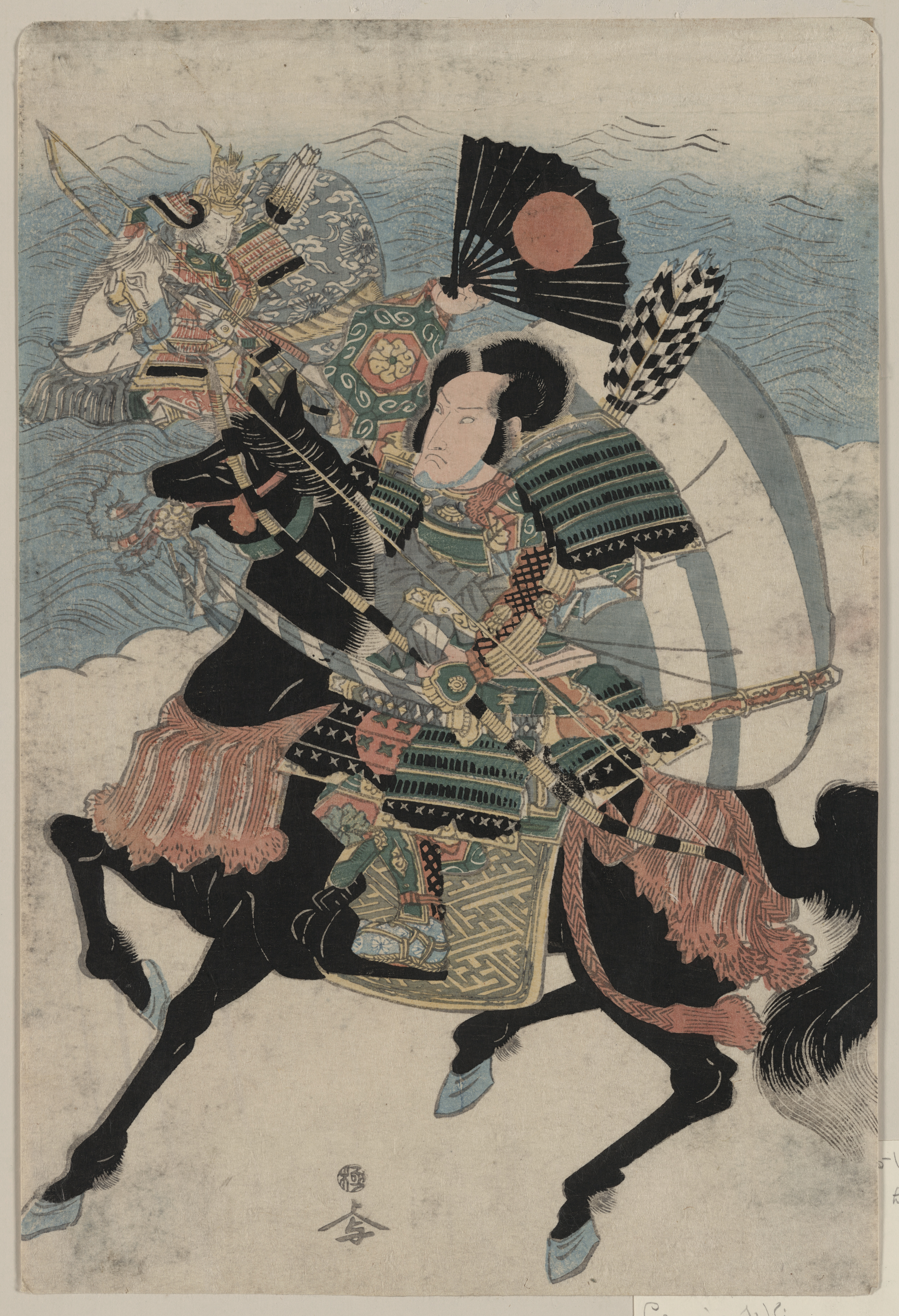
Ukiyo-e de Kumagai Naozane et Taira no Atsumori.
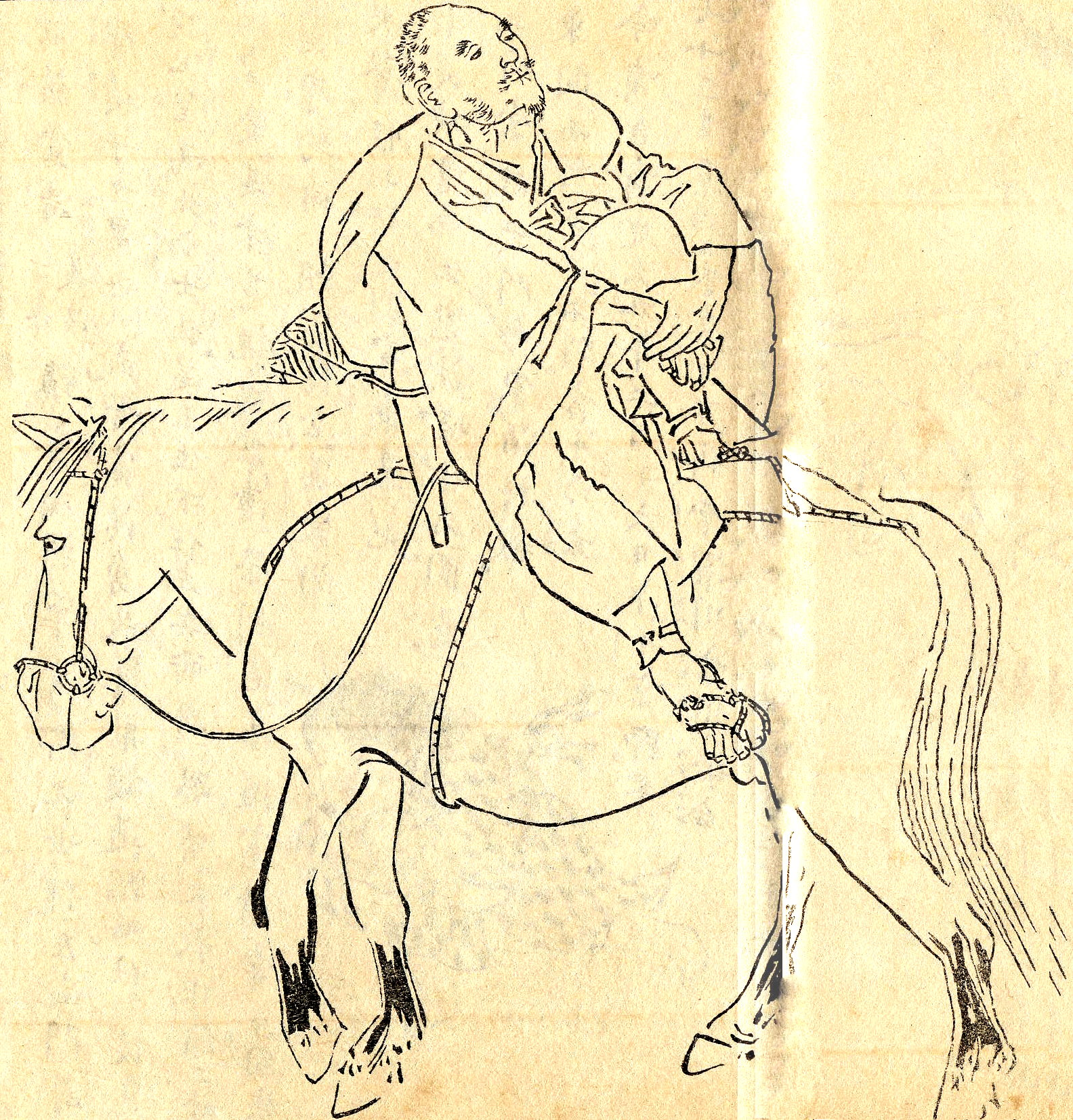
Naozane Kumagai.